# Elecciones generales de las Islas Malvinas de 2021

Circunscripciones electorales de las Islas Malvinas.

Las elecciones generales de las Islas Malvinas de 2021 se llevaron a cabo el 4 de noviembre de 2021.
En ellas se eligieron a los ocho miembros de la Asamblea Legislativa (cinco de la circunscripción de Stanley y tres de la circunscripción de Camp) mediante sufragio universal y escrutinio mayoritario plurinominal, con el Jefe del Ejecutivo de las Islas Malvinas actuando como escrutador. Fue la cuarta elección desde que entró en vigencia la nueva Constitución que reemplazó al Consejo Legislativo (que existía desde 1845) por la Asamblea Legislativa.
El 25 de agosto de 2021, el Consejo Ejecutivo anunció que se celebrarían elecciones generales el 4 de noviembre de 2021.

## Resultados
Miembros titulares están en cursiva.
| Elecciones generales de las Islas Malvinas de 2021 |                                        |       |       |
| Escrutinio definitivo: Stanley                     |                                        |       |       |
| Candidato                                          | Partido                                | Votos | %     |
| Leona Vidal Roberts                                | Independiente                          | 839   | 17,70 |
| Roger Spink                                        | Independiente                          | 691   | 12,86 |
| Pete Biggs                                         | Independiente                          | 570   | 12,03 |
| Mark Pollard                                       | Independiente                          | 550   | 11,61 |
| Gavin Short                                        | Independiente                          | 486   | 10,25 |
| Stacy Bragger                                      | Independiente                          | 484   | 10,21 |
| Gary Webb                                          | Independiente                          | 362   | 7,64  |
| Emma Edwards                                       | Independiente                          | 351   | 7,41  |
| Chris Locke                                        | Independiente                          | 192   | 4,05  |
| June Besley-Clark                                  | Independiente                          | 120   | 2,53  |
| Zane Hirtle                                        | Independiente                          | 94    | 1,98  |
| Votos nulos                                        | -                                      | 4     | -     |
| Total de votos                                     | Total de votos                         | 4.743 | 100   |
| Fuente:                                            |                                        |       |       |
| Escrutinio definitivo: Camp                        |                                        |       |       |
| Teslyn Siobhan Barkman                             | Independiente                          | 184   | 34,46 |
| Ian Hansen                                         | Independiente                          | 126   | 23,60 |
| John Birmingham                                    | Independiente                          | 122   | 22,85 |
| Ana Crowie                                         | Independiente                          | 102   | 19,10 |
| Votos nulos                                        | -                                      | 2     | -     |
| Total de votos/Participación electoral             | Total de votos/Participación electoral | 536   | 100   |
| Fuente:                                            |                                        |       |       |